# Список умерших в 2002 году
В этой статье представлен список известных людей, умерших в 2002 году.
См. также: Категория:Умершие в 2002 году

## Январь
- 1 января — Виктор Бондаренко (80) — советский военный деятель, один из организаторов и руководителей системы военной торговли СССР послевоенного времени.
- 2 января — Виктор Княжев (80) — советский лётчик, гвардии генерал-майор авиации.
- 3 января — Есен Уракбаев (79) — Герой Советского Союза.
- 4 января — Николай Антонов (82) — советский и российский учёный-лингвист.
- 4 января — Николай Перевозченко (81) — Герой Советского Союза.
- 5 января — Вадим Шефнер (86) — советский, российский поэт и писатель.
- 6 января — Татьяна Васильева (59) — российский филолог-классик, философ, переводчик философской литературы.
- 7 января — Лев Зайков (78) — советский государственный и партийный деятель, в 1983—1985 годах первый секретарь Ленинградского обкома КПСС, в 1987—1989 — первый секретарь Московского горкома КПСС.
- 7 января — Роберт Лэмфер (83) — американский контрразведчик, кадровый офицер ФБР.
- 8 января — Иван Живых (83) — полный кавалер ордена Славы.
- 8 января — Владимир Корнилов (73) — советский и российский поэт, писатель, литературный критик; рак костей.
- 8 января — Евгений Краскевич (82) — генерал-лейтенант Советской Армии, участник Великой Отечественной войны.
- 8 января — Александр Прохоров (85) — советский физик, один из основоположников квантовой электроники, лауреат Нобелевской премии по физике за 1964 год, один из изобретателей лазерных технологий; многолетний (с 1969) главный редактор Большой советской энциклопедии.
- 8 января — Дэвид Макуильямс (56) — ирландский музыкант, гитарист, известный своей песней 1967 года «Days of Pearly Spencer»; сердечный приступ.
- 9 января — Сергей Бельченко (99) — высокопоставленный работник органов госбезопасности СССР.
- 9 января — Виктор Евсеев (76) — Полный кавалер Ордена Славы.
- 11 января — Александр Винокуров (79) — советский художник-постановщик мультипликационных фильмов.
- 11 января — Игорь Глебов (87) — советский и российский учёный в области машиностроения, директор НИИ электромашиностроения, член-корреспондент РАН; умер в результате нападения, произошедшего 4 января[1].
- 11 января — Кеннет Ки (90) — австралийский энтомолог.
- 11 января — Анри Верней (81) — французский кинорежиссёр и сценарист.
- 12 января — Сайрус Вэнс (84) — американский государственный деятель, 57-й Госсекретарь США.
- 12 января — Олег Янченко (62) — дирижёр, органист, пианист, композитор, народный артист России.
- 13 января — Николай Лапердин (81) — Герой Советского Союза.
- 13 января — Яков Пузыркин (86) — Герой Советского Союза.
- 14 января — Георгий Сарычев (86) — советский металлург, казахстанский общественный деятель. Почётный гражданин Павлодара.
- 15 января — Борис Битюков (80) — советский актёр, лауреат Сталинской премии.
- 16 января — Роберт Браун (85) — англо-австралийский астроном, физик.
- 16 января — Пётр Бутаев (76) — Герой Социалистического Труда.
- 17 января — Юрий Давыдов (77) — русский советский писатель, мастер исторической прозы.
- 17 января — Михаил Коновалов (90) — Герой Советского Союза.
- 17 января — Владимир Лушин (58) — Герой Советского Союза.
- 17 января — Камило Хосе Села (85) — испанский писатель и публицист, лауреат Нобелевской премии по литературе (1989).
- 18 января — Ахмед Джевдет Исмаил оглы Гаджиев (84) — азербайджанский советский композитор, ректор Азербайджанской государственной консерватории.
- 18 января — Роман Кухар (38) — скульптор.
- 18 января — Хелена Майданец (60) — известная польская певица, которую называют «королевой польского твиста».
- 18 января — Николай Тузов (78) — участник Великой Отечественной войны, Герой Советского Союза.
- 20 января — Пётр Жеребцов (79) — Полный кавалер Ордена Славы.
- 20 января — Иван Карабиц (57) — советский и украинский композитор, дирижер, музыкально-общественный деятель.
- 20 января — Мордух Сафьян — управляющий трестом «Котласбумстрой».
- 21 января — Николай Баздырев (76) — участник Великой Отечественной войны, Герой Советского Союза.
- 21 января — Пегги Ли (81) — американская джазовая певица, автор песен и актриса, номинантка на «Оскар» в 1955 году.
- 22 января — Леонид Бужак (76) — Полный кавалер ордена Славы.
- 22 января — Дмитрий Пинскер (30) — российский журналист; несчастный случай[2].
- 24 января — Николай Прохоров (76) — участник Великой Отечественной войны, Герой Советского Союза.
- 26 января — Борис Полевой (83) — советский и российский историк, известный своими работами по истории Дальнего Востока России. Доктор исторических наук.
- 28 января — Астрид Линдгрен (94) — шведская писательница, автор многих детских произведений.
- 28 января — Лев Хандриков (75) — участник Великой Отечественной войны, Герой Советского Союза.
- 29 января — Всеволод Голубков (77) — младший лейтенант Рабоче-крестьянской Красной Армии, участник Великой Отечественной войны, Герой Советского Союза.
- 29 января — Иван Сухомлин (78) — участник Великой Отечественной войны, Герой Советского Союза.
- 29 января — Василий Удалов (83) — участник Великой Отечественной войны, Герой Советского Союза.
- 30 января — Андрей Брушлинский (68) — российский психолог, директор НИИ психологии РАН, руководитель исследований по борьбе с терроризмом пси-методами; убийство[3]. (недоступная ссылка)

## Февраль
- 1 февраля — Иван Гаврыш (84) — участник Советско-финской и Великой Отечественной войн. Герой Советского Союза.
- 2 февраля — Исай Краско (79) — советский и украинский учёный-правовед.
- 3 февраля — Александр Жеварченков (82) — Герой Советского Союза.
- 3 февраля — Илларион Игнатенко (82) — белорусский советский историк, педагог, общественный деятель. Доктор исторических наук, профессор. Академик АН БССР
- 4 февраля — Андрей Дырин (87) — Полный кавалер Ордена Славы.
- 4 февраля — Леонид Кабачек (77) — российский советский живописец, график и педагог.
- 4 февраля — Юрий Торшилов (75) — советский хозяйственный руководитель и спортивный функционер, председатель Федерации волейбола СССР.
- 5 февраля — Михаил Радченко (84) — Герой Советского Союза.
- 6 февраля — Леонид Акопян (66) — армянский партийный, государственный и политический деятель.
- 6 февраля — Борис Веремей (66) — Герой Советского Союза.
- 7 февраля — Элиза Бриджес (28) — американская фотомодель и киноактриса; передозировка героина[4][5][6]
- 7 февраля — Владимир Ляховицкий (76) — российский актёр театра и кино.
- 8 февраля — Мамаджан Мухитдинов (74) — узбекский, ранее советский шахматист.
- 8 февраля — Александр Немилов (78) — советский и российский историк, популяризатор науки.
- 8 февраля — Онг Тен Чеонг (66) — сингапурский государственный, политический и профсоюзный деятель, бизнесмен, архитектор.
- 8 февраля — Григорий Охай (85) — советский лётчик-истребитель, участник Советско-финской, Великой Отечественной и Корейской войн. Герой Советского Союза.
- 9 февраля — Олег Жуков (28) — музыкант и певец, один из участников поп-группы Дискотека Авария; рак головного мозга.
- 9 февраля — Василий Литвинов (78) — Герой Советского Союза.
- 9 февраля — Принцесса Маргарет Роз (71) — член королевской семьи Великобритании, младшая сестра королевы Елизаветы II.
- 9 февраля — Владислав Туркули (78) — Герой Советского Союза.
- 10 февраля — Сергей Болгарин (76) — Герой Советского Союза.
- 11 февраля — Семен Красий (75) — полковник Советской Армии, участник Великой Отечественной войны, Герой Советского Союза.
- 11 февраля — Михаил Лейтман (65) — советский, израильский ученый и изобретатель в области информационных технологий.
- 11 февраля — Алексей Ситенко (74) — украинский советский учёный-физик.
- 12 февраля — Николай Суворов (79) — Полный кавалер Ордена Славы.
- 12 февраля — Николай Якимович (82) — Герой Советского Союза.
- 13 февраля — Уэйлон Дженнингс (64) — американский музыкант, легенда жанра outlaw country.
- 13 февраля — Эдмар Меднис (64) — американский шахматист, гроссмейстер.
- 13 февраля — Тереза Бернштейн (111) — американская художница и долгожительница.
- 14 февраля — Лев Феоктистов (74) — российский физик-ядерщик, один из разработчиков ядерного и термоядерного оружия в СССР.
- 15 февраля — Виктор Анфилов (82) — доктор исторических наук, профессор, заслуженный деятель науки РФ, участник Великой Отечественной войны.
- 15 февраля — Кевин Тод Смит (38) — новозеландский актёр, наиболее известный по роли бога войны Ареса в телесериалах «Удивительные странствия Геракла» и «Зена — королева воинов».
- 16 февраля — Лев Кулиджанов (77) — советский, российский кинорежиссёр.
- 17 февраля — Степан Дергачёв (76) — советский и российский педагог. Народный учитель СССР.
- 18 февраля — Василий Агибалов (88) — советский и украинский скульптор, педагог.
- 18 февраля — Натан Перельман (95) — выдающийся советский, российский пианист и педагог.
- 20 февраля — Иван Финютин (80) — Герой Советского Союза.
- 21 февраля — Владимир Земсков (62) — украинский и советский учёный, хирург, онколог.
- 21 февраля — Михаил Пичужкин (77) — советский партийный деятель.
- 21 февраля — Спиридон Полищук (85) — Герой Советского Союза.
- 21 февраля — Василий Халенко (77) — Герой Советского Союза.
- 22 февраля — Барбара Валентин (61) — австрийская актриса.
- 23 февраля — Георгий Лепский (82) — российский художник, поэт, бард и педагог, автор музыки к знаменитой песне «Бригантина».
- 24 февраля — Лев Орнштейн (108) — американский пианист и композитор.
- 25 февраля — Михаил Басков (83) — Герой Советского Союза.
- 25 февраля — Яков Сусько (84) — Герой Советского Союза.
- 25 февраля — Анатолий Шумилов (86) — Герой Советского Союза.
- 27 февраля — Максим (Кроха) (73) — архиерей Русской Православной Церкви.

## Март
- 1 марта — Леонид Петухов (81) — советский государственный деятель, Герой Социалистического Труда.
- 2 марта — Фридрих Горенштейн (69) — русский прозаик, драматург, сценарист.
- 4 марта — Евгений Вареница (89) — доктор биологических наук.
- 4 марта — Зинаида Подольская — юная герой-пионер, санинструктор, танкист, участница Великой Отечественной войны, кавалер ордена Красной Звезды.
- 5 марта — Василий Агеев (77) — Герой Советского Союза.
- 6 марта — Валерий Малев (71) — украинский государственный деятель.
- 6 марта — Геннадий Ялович (64) — советский, российский актёр театра и кино, театральный режиссёр.
- 7 марта — Николай Николаев (79) — советский партийный и государственный деятель.
- 8 марта — Джансуг Кахидзе — грузинский дирижёр и композитор.
- 8 марта — Сергей Шершавин (86) — Герой Советского Союза.
- 9 марта — Даниил Мороз (91) — подполковник Советской Армии, участник Великой Отечественной войны, Герой Советского Союза.
- 9 марта — Олег Трубачев (71) — советский и российский лингвист.
- 10 марта — Владимир Нахабцев (63) — советский и российский кинооператор, кинорежиссёр, Заслуженный деятель искусств РСФСР (1976), Народный артист РСФСР (1991).
- 11 марта — Марион Дёнгоф (92) — журналистка, публицистка, «гранд-дама политической журналистики ФРГ».
- 11 марта — Виллибальд Ентчке (90) — австрийский физик.
- 11 марта — Арутян Мкртчян (79) — участник Великой Отечественной войны. Герой Советского Союза.
- 11 марта — Лаврентий Пономарчук (80) — участник Великой Отечественной войны. Герой Советского Союза.
- 12 марта — Питер Блау (84) — американский социолог.
- 12 марта — Виталий Песков (57) — выдающийся советский и российский художник-карикатурист, занимался также иллюстрацией и мультипликацией (автор мультзаставки про типовые дома в начале фильма «Ирония судьбы, или С лёгким паром!»).
- 12 марта — Лев Тудер (91) советский артиллерист, гвардии подполковник, участник обороны Ханко и Ленинграда.
- 12 марта — Николай Шарабарин (94) — участник Великой Отечественной войны. Герой Советского Союза.
- 12 марта — Ярив Эзрахи — израильский скрипач, музыкальный критик и педагог.
- 13 марта — Кристиан фон Кроков (74) — немецкий политолог и писатель.
- 14 марта — Владимир Мергасов (81) — участник Великой Отечественной войны. Герой Советского Союза.
- 16 марта — Наталья Державина (59) — актриса, озвучивала в передаче «Спокойной ночи, малыши» поросёнка Хрюшу.
- 16 марта — Виктор Зубов (80) — советский лётчик штурмовой авиации, участник Великой Отечественной войны, гвардии полковник. Герой Российской Федерации (1995).
- 17 марта — Нух Берзегов (76) — советский государственный и партийный деятель, 1-й секретарь Областного комитета КПСС Адыгейской автономной области (1960—1983).
- 17 марта — Алексей Голиков (79) — Полный кавалер ордена Славы.
- 17 марта — Уильям Уитни (86) — американский кино- и телережиссёр.
- 19 марта — Лейла Горделадзе (72) — грузинский кинорежиссёр.
- 19 марта — Карл Куркевич (75) — Полный кавалер ордена Славы.
- 19 марта — Владимир Курочкин (79) — советский и российский артист и режиссёр, автор либретто оперетт и трёх опер, народный артист СССР.
- 19 марта — Василий Пронин (80) — участник Великой Отечественной войны. Герой Советского Союза.
- 20 марта — Дмитрий Войтов (79) — Полный кавалер ордена Славы.
- 20 марта — Филипп Ермаш (78) — советский партийный и государственный деятель, председатель Государственного комитета Совета Министров СССР по кинематографии.
- 20 марта — Алексей Еськов (57) — советский футболист, нападающий, полузащитник и тренер.
- 20 марта — Сэмюел Кэри (90) — австралийский геолог, сторонник гипотезы расширяющейся Земли.
- 20 марта — Илларион Хомяков (83) — геофизик, инженер-электрик.
- 21 марта — Георгий Воробьёв (77) — советский государственный и партийный деятель, 1-й секретарь Краснодарского краевого комитета КПСС (1964—1966).
- 21 марта — Борис Сичкин (79) — советский киноактёр, танцор, хореограф, мастер разговорного жанра, композитор.
- 24 марта — Эдгар Дунсдорф (97) — латвийский и австралийский историк.
- 24 марта — Николай Лебедев (77) — участник Великой Отечественной войны, полный кавалер ордена Славы.
- 26 марта — Николай Севрюгин (63) — губернатор Тульской области с 1991 по 1997 год.
- 27 марта — Бернардо Антонини (69) — католический священник, Апостольский протонотарий, видный деятель Католической Церкви в России, преподаватель, богослов, основатель и первый ректор Высшей духовной семинарии «Мария Царица Апостолов».
- 27 марта — Дадли Мур (66) — британский комедийный актёр, композитор и музыкант.
- 27 марта — Билли Уайлдер (95) — американский режиссёр и сценарист, снявший более шестидесяти фильмов и удостоенный семи премий «Оскар».
- 28 марта — Игорь Лифановский (63) — российский валторнист и музыкальный педагог.
- 29 марта — Василий Старовойтов (83) — доктор технических наук, профессор.
- 30 марта — Елизавета Боуз-Лайон (101) — супруга короля Георга VI и королева-консорт Соединённого Королевства в 1936—1952 как Королева Елизавета, последняя императрица Индии (1936—1948), Лорд-Хранитель Пяти Гаваней (1978—2002).
- 30 марта — Жан Пикте (87) — швейцарский общественный деятель, многолетний член руководства Международного Комитета Красного Креста.
- 30 марта — Виктор Конецкий (72) — советский, российский писатель, сценарист, капитан дальнего плавания.

## Апрель
- 1 апреля — Симо Хяюхя (96) — финский снайпер, один из самых результативных снайперов в истории.
- 2 апреля — Иван Бурма (92) — председатель колхоза имени Мичурина, Герой Социалистического Труда.
- 3 апреля — Fad Gadget (Фрэнк Тови) (45) — британский исполнитель «новой волны», считающийся одной из «наиболее значительных культовых фигур раннего пост-панка».
- 3 апреля — Михаил Колесниченко (80) — Герой Советского Союза.
- 3 апреля — Анатолий Кунцевич (67) — советский, российский ученый в области органической и прикладной химии.
- 4 апреля — Марина Симановская (Маруся) (23) — российская хип-хоп-исполнительница и автор песен.
- 6 апреля — Сильвия Дербес (70) — мексиканская актриса.
- 9 апреля — Леопольд Вьеторис (110) — австрийский математик и долгожитель.
- 10 апреля — Хаим Коэн (91) — израильский юрист и политик.
- 10 апреля — Александр Курочкин (75) — советский и украинский кинорежиссёр, сценарист, режиссёр дубляжа.
- 10 апреля — Людвиг Черкас (78) — Герой Советского Союза.
- 11 апреля — Куангали Куатбаев (70) — казахстанский учёный, академик.
- 12 апреля — Алексей Башкиров (86) — участник Великой Отечественной войны, полный кавалер ордена Славы.
- 12 апреля — Еслям Зикибаев — казахский поэт и писатель, автор почти двух десятков поэтических сборников.
- 12 апреля — Николай Семихатов (83) — советский инженер-конструктор.
- 12 апреля — Владимир Томберг (89) — фронтовой кинооператор, режиссёр научно-популярных фильмов.
- 12 апреля — Гарри Файф (59) — советский и французский архитектор, скульптор и инженер, один из создателей русского кинетизма.
- 12 апреля — Юрий Шевелёв (93) — украинский лингвист и литературовед, американский славист, филолог, писатель, историк литературы и литературный критик.
- 13 апреля — Александр Гадло (65) — российский этнограф-кавказовед.
- 14 апреля — Мария Шолар (77) Дважды Герой Социалистического Труда.
- 14 апреля — Марк Эрмлер (69) — советский и российский дирижёр, сын режиссёра Фридриха Эрмлера.
- 15 апреля — Елена Вентцель (95) — советский математик, автор учебников по теории вероятностей.
- 15 апреля — Василий Давиденко (86) — гвардии подполковник Советской Армии, командир стрелкового полка в годы Великой Отечественной войны, Герой Советского Союза.
- 15 апреля — Деймон Найт (79) — американский писатель-фантаст, редактор и критик НФ.
- 15 апреля — Анатолий Пушкин (86) — Герой Советского Союза.
- 16 апреля — Пётр Панов (89) — Герой Советского Союза.
- 16 апреля — Владимир Шубарин (67) — эстрадный танцовщик и певец.
- 16 апреля — Николай Шаров (85) — Герой Советского Союза.
- 18 апреля — Владимир Мартыненко (79) — Герой Советского Союза.
- 18 апреля — Тур Хейердал (87) — норвежский путешественник и учёный-антрополог.
- 18 апреля — Гаврил Шарков (75) — машинист экскаватора угольного карьера комбината «Башкируголь». Герой Социалистического Труда.
- 19 апреля — Георгий Меликишвили (83) — крупнейший грузинский историк, академик Грузинской академии наук, получил известность за труды по истории государства Урарту.
- 20 апреля — Пьер Рапса (53) — бельгийский певец, автор песен; рак.
- 20 апреля — Франсис Лемарк (84) — французский певец и композитор.
- 22 апреля — Виктор Фредерик Вайскопф (93) — американский физик австрийского происхождения.
- 22 апреля — Линда Лавлейс (53) — американская порноактриса; последствия автокатастрофы.
- 22 апреля — Григорий Окунев (79) — младший сержант Советской Армии, участник Великой Отечественной войны, Герой Советского Союза.
- 23 апреля — Михаил Бессонов (83) — Полный кавалер ордена Славы.
- 24 апреля — Аркадий Елишевич (69) — советский горный инженер, учёный, доктор технических наук, профессор Донецкого политехнического института.
- 24 апреля — Надежда Журкина (81) — Полный кавалер ордена Славы.
- 25 апреля — Индра Деви (103) — одна из первых женщин-йогов, популяризатор йоги в разных странах мира.
- 25 апреля — Лиза «Лефт Ай» Лопес (30) — американская певица, участница группы TLC; автокатастрофа.
- 27 апреля — Михаил Константинов — советский и российский архитектор.
- 27 апреля — Николай Краев (79) — Герой Советского Союза.
- 27 апреля — Михаил Пташук (59) — известный белорусский кинорежиссёр; автокатастрофа.
- 27 апреля — Василий Харитонов (80) — Герой Советского Союза.
- 28 апреля — Николай Калуцкий (83) — Герой Советского Союза.
- 28 апреля — Александр Лебедь (52) — генерал-лейтенанат, депутат Государственной Думы, кандидат в президенты РФ, секретарь Совета Безопасности РФ (1996), с 1998 — губернатор Красноярского края; авиакатастрофа.
- 29 апреля — Игорь Герменчук (41) — белорусский журналист и общественный деятель, депутат Верховного Совета БССР 12-го созыва, бывший редактор газеты «Свабода», основатель и редактор журнала «Кур’ер».
- 30 апреля — Александр Захаренко (65) — советский и украинский педагог.
- 30 апреля — Шарлотта фон Мальсдорф (74) — собиратель предметов эпохи грюндерства, основательница берлинского Музея грюндерства, автор книги «Я сам себе жена».
- 30 апреля — Яков Пановко (89) — российский учёный в области механики.

## Май
- 1 мая — Татьяна Калашникова (82) — советский и российский географ.
- 1 мая — Александр Самойлов (93) — участник Великой Отечественной войны, Герой Советского Союза.
- 3 мая — Сергей Кишкин (95) — советский ученый в области металловедения.
- 3 мая — Евгений Светланов (73) — всемирно известный дирижёр, композитор, пианист.
- 5 мая — Иван Бойков (82) — полковник Советской Армии, участник Великой Отечественной войны, Герой Советского Союза.
- 5 мая — Андрей Ростоцкий (45) — советский российский актёр, режиссёр, каскадёр, постановщик трюков, телеведущий, сценарист, Заслуженный артист РСФСР (1991); трагически погиб.
- 5 мая — Анатолий Смирнов (82) — Герой Социалистического труда.
- 5 мая — Михаил Чернышёв (80) — участник Великой Отечественной войны, Герой Советского Союза.
- 6 мая — Валерий Малев — украинский государственный деятель.
- 6 мая — Пим Фортёйн (54) — нидерландский политический деятель, открытый гей; убийство.
- 6 мая — Степан Щеколдин (98) — старший научный сотрудник Воронцовского дворца-музея.
- 7 мая — Бадура Афганлы (89) — одна из первых азербайджанских женщин-театральных художниц.
- 9 мая — Виктор Богданенко (77) — участник Великой Отечественной войны, Герой Советского Союза.
- 9 мая — Виктор Бутылкин (78) — участник Великой Отечественной войны, Герой Советского Союза.
- 10 мая — Тимофей Кармацкий (83) — участник Великой Отечественной войны, Герой Советского Союза.
- 10 мая — Ив Робер (81) — французский актёр, режиссёр, сценарист и продюсер.
- 10 мая — Дэвид Рисмен (92) — американский социолог, юрист и социальный психолог, с 1958 профессор Гарвардского университета.
- 11 мая — Пётр Гора (79) — участник Великой Отечественной войны, Герой Советского Союза.
- 11 мая — Ника Турбина (27) — русская поэтесса.
- 12 мая — Арсений Комаров (94) — советский военно-политический деятель, вице-адмирал.
- 13 мая — Валерий Лобановский (63) — советский и украинский футбольный тренер, заслуженный тренер СССР (1975), известен благодаря своей работе в киевском «Динамо», сборной СССР и сборной Украины, Герой Украины (2002, посмертно).
- 13 мая — Морихиро Сайто (74) — японский инструктор айкидо, 9-й дан.
- 15 мая — Василий Жеребкин (81) — советский и украинский учёный-правовед.
- 15 мая — Татьяна Окуневская (88) — советская и российская актриса, Заслуженная артистка РСФСР (1947).
- 16 мая — Василий Пушкарёв (87) — советский и российский искусствовед, собиратель произведений искусства, директор Русского музея (1951—1977).
- 17 мая — Владимир Спирин — китаевед, историк философии.
- 18 мая — Пётр Горчаков (84) — Герой Советского Союза.
- 19 мая — Джон Грей Гортон (90) — австралийский государственный деятель, премьер-министр Австралии (1968—1971).
- 19 мая — Уолтер Лорд (84) — американский писатель.
- 20 мая — Стивен Джей Гулд (60) — американский палеонтолог, биолог-эволюционист и историк науки.
- 22 мая — Кристина Кук (114) — австралийская долгожительница.
- 23 мая — Владимир Сухачёв (78) — Герой Советского Союза.
- 24 мая — Юрий Архипов (78) — Герой Советского Союза.
- 25 мая — Пэт Кумбс (75) — английская актриса.
- 27 мая — Евгения Завадская — советский и российский востоковед-китаист, историк искусства, переводчик.
- 27 мая — Алексей Прохоров (79) — Герой Советского Союза.
- 27 мая — Виталий Соломин (60) — советский и российский актёр театра и кино.
- 27 мая — Иван Холощак (82) — Герой Советского Союза.
- 28 мая — Виталий Гамов (39) — российский пограничник, генерал-майор, заместитель начальника Тихоокеанского регионального управления ФПС России; умер в результате покушения, совершённого на него и его семью в ночь на 21 мая (род. 2 июня 1962).
- 28 мая — Иван Капитонов (87) — советский партийный и государственный деятель.
- 28 мая — Владимир Лясковский (84) — известный одесский писатель и журналист.
- 28 мая — Вахтанг Таблиашвили (88—89) — грузинский кинорежиссёр.
- 29 мая — Владимир Кузьменко (71) — советский ученый-нейробионик и писатель-фантаст.
- 29 мая — Александр Панченко (65) — советский филолог, исследователь русской литературы и культуры, академик РАН, лауреат Государственной премии России.

## Июнь
- 2 июня — Леонид Баулин (57) — художник Латвии.
- 2 июня — Юрий Макаров (67) — один из организаторов судостроительной отрасли СССР, директор Черноморского судостроительного завода.
- 2 июня — Алексей Свиридов (36) — писатель.
- 3 июня — Дмитрий Мирошниченко (80) — Герой Советского Союза.
- 3 июня — Георгий Попов (77) — Полный кавалер ордена Славы.
- 3 июня — Ирина Золотарёва (71) — советский и российский антрополог.
- 4 июня — Пётр Ивашутин (92) — Герой Советского Союза.
- 4 июня — Михаил Машковский (94) — советский учёный, академик РАМН, один из основоположников отечественной фармакологии.
- 4 июня — Георгий Покровский (87) — Герой Советского Союза.
- 5 июня — Виктор Кузнецов (79) — Герой Советского Союза.
- 5 июня — Василий Черношеин (77) — Герой Советского Союза.
- 5 июня — Ди Ди Рамон (50) — бас-гитарист группы Ramones
- 7 июня — Бунтя Крупник (91) — деятель Коммунистической партии Бельгии.
- 7 июня — Эдмон Сешан (82) — французский оператор (фильмы «Бум», «Бум 2» и др.), сценарист.
- 8 июня — Семён Иванов (86) — Герой Советского Союза.
- 9 июня — Александр Власов (70) — советский государственный и партийный деятель, председатель СМ РСФСР (1988—1990).
- 9 июня — Александр Молодчий (81) — дважды Герой Советского Союза (1941, 1942), генерал-лейтенант авиации (1962).
- 9 июня — Владимир Копейчиков (78) — доктор юридических наук, профессор, академик Академии правовых наук Украины.
- 10 июня — Мария Смирнова (82) — командир эскадрильи 46-го гвардейского ночного бомбардировочного авиационного полка. Герой Советского Союза.
- 11 июня — Регина Эзера (71) — латышская писательница.
- 13 июня — Малкеждар Букенбаев (78) — лейтенант Рабоче-крестьянской Красной Армии, участник Великой Отечественной войны, Герой Советского Союза.
- 13 июня — Белла Маневич-Каплан (79) — российская художница, деятель кинематографа.
- 13 июня — Евгений Носов (77) — русский советский писатель.
- 13 июня — Юрий Бернов (90) — советский и российский дипломат, Чрезвычайный и полномочный посол СССР на Гане (1974—1979).
- 18 июня — Исаак Тартаковский (90) — художник, Заслуженный художник Украины.
- 18 июня — Даниил Шишков (94) — участник Великой Отечественной войны, Герой Советского Союза.
- 19 июня — Анатолий Гребнев (78) — русский кинодраматург; несчастный случай (погиб под колёсами автомобиля).
- 19 июня — Николай Дыбенко (74) — советский государственный и партийный деятель, чрезвычайный и полномочный посол СССР в Мозамбике (1986—1991).
- 20 июня — Иван Пиявчик — участник Великой Отечественной войны, Герой Советского Союза.
- 20 июня — Эрвин Чаргафф (96) — биохимик, работавший в Австрии, США, Франции, Германии, член Национальной академии наук США (с 1965).
- 21 июня — Арменак Ованесян (89) — Полный кавалер Ордена Славы.
- 21 июня — Владимир Назарян (70) — армянский юрист и бывший генеральный прокурор Республики Армения.
- 22 июня — Альфред Видениекс (93) — латвийский и советский театральный актёр.
- 22 июня — Борис Костяков (80) — Герой Советского Союза.
- 22 июня — Чжан Чэ (79) — гонконгский режиссёр, один из наиболее известных режиссёров гонконгской киностудии Shaw Brothers.
- 24 июня — Исса Барханоев (52) — ингушский художник-пейзажист, живописец, рисовальщик, поэт.
- 28 июня — Анатолий Акимов (54) — советский ватерполист, заслуженный мастер спорта СССР.
- 28 июня — Борис Левин (83) — русский писатель.
- 29 июня — Рауф Адигезалов (61) — советский азербайджанский музыкант, певец.
- 29 июня — Эмма Герштейн (98) — русский советский литературовед, автор трудов по творчеству М. Ю. Лермонтова.
- 29 июня — Борис Литвак (83) — советский и российский историк, доктор исторических наук, профессор.
- 29 июня — Розмари Клуни (74) — американская эстрадная певица и актриса 40-х — 50-х годов, тётя актёра Джорджа Клуни.
- 29 июня — Франсуа Перье (82) — французский актёр, снявшийся в более чем 100 фильмах.
- 29 июня — Росенас, Арнас (69) — литовский советский актёр театра и кино[7].
- 29 июня — Ибрагим Хамрабаев (82) — доктор геолого-минералогических наук, академик АН Узбекистана. Директор Института Геологии и Геофизики Академии наук Узбекистана.
- 30 июня — Иосиф Буршик (90) — участник Великой Отечественной войны, Герой Советского Союза.
- 30 июня — Онегин Гаджикасимов (65) — советский поэт-песенник.
- 30 июня — Иван Пиявчик (89) — подполковник Советской Армии, участник Великой Отечественной войны, Герой Советского Союза.
- 30 июня — Сальваторе Рута (итал. Salvatore Ruta) (род. 1923) — итальянский религиозный писатель.
- 30 июня — Алексей Степанов (42) — советский футболист, защитник.

## Июль
- 1 июля — Владимир Довейко (80) — советский российский артист цирка (акробат). Народный артист СССР.
- 1 июля — Михаил Кливленов (77) — передовик советского сельского хозяйства, чабан совхоза «Купинский» Купинского района Новосибирской области, Герой Социалистического Труда.
- 1 июля — Михаил Круг (40) — автор-исполнитель русского шансона; ранен в результате разбойного нападения 30 июня, затем скончался.
- 3 июля — Михаил Александрович (87) — латвийский и советский певец.
- 4 июля — Александр Кревсун (22) — профессиональный российский хоккеист, правый нападающий.
- 6 июля — Александр Летучий (93) — советский военный лётчик. Участник Советско-финской и Великой Отечественной войн. Герой Советского Союза.
- 9 июля — Митрофан Ануфриев (80) — Герой Советского Союза.
- 9 июля — Николай Баженов (80) — первый заместитель генерального прокурора СССР, государственный советник юстиции 1-го класса, заслуженный юрист РСФСР.
- 9 июля — Бруно Фрейндлих (92) — актёр театра и кино, народный артист СССР (1974), лауреат Сталинской премии (1951).
- 9 июля — Род Стайгер (77) — американский актёр, лауреат премии «Оскар» (1967).
- 10 июля — Дезидерий Товт (81) — чехословацкий и советский футболист, нападающий, Мастер спорта СССР.
- 10 июля — Пётр Шередегин (88) — Герой Советского Союза.
- 11 июля — Бернардас Бразджионис (95) — литовский поэт и критик.
- 11 июля — Артур Пилявин (41) — советский и российский поэт, композитор и музыкант; основатель группы Квартал и автор большинства её композиций; автокатастрофа.
- 12 июля — Андрей Ковалёв (85) — Герой Советского Союза.
- 13 июля — Глеб Молчанов (78) — Герой Советского Союза.
- 14 июля — Виктор Яросевич (93) — капитан 1 ранга флагманский штурман ТОФ, контр-адмирал, главный штурман ВМФ.
- 16 июля — Александр Колчинский (47) — советский борец классического стиля, двукратный олимпийский чемпион.
- 17 июля — Николай Земцов (85) — Герой Советского Союза.
- 18 июля — Даниил Сагал (92) — советский актёр театра и кино.
- 19 июля — Владимир Васютин (50) — советский космонавт.
- 19 июля — Александр Гинзбург (65) — журналист, издатель, правозащитник, один из первых советских диссидентов[8].
- 19 июля — Олег Олексенко (39) — украинский предприниматель и политик.
- 19 июля — Евдокия Петрова — бывшая сотрудница советской разведки, офицер-шифровальщик.
- 19 июля — Вячеслав Танаев (62) — ученый в области математической кибернетики, исследования операций, теории и методов оптимизации, теории расписаний.
- 21 июля — Александр Жестков (83) — Герой Советского Союза.
- 21 июля — Виктор Минеев (65) — заслуженный мастер спорта СССР, олимпийский чемпион (1964) по современному пятиборью в командном первенстве.
- 22 июля — Андрей Вовчик (84) — советский и украинский историк, доктор исторических наук, профессор.
- 23 июля — Лео Маккерн (82) — австрало-британский актёр театра, кино и телевидения.
- 24 июля — Елена Астапеева (84) — Герой Социалистического Труда.
- 24 июля — Нина Тер-Осипян (93) — советская актриса, заслуженная артистка РСФСР (1954), народная артистка РСФСР, кавалер Ордена Почёта (1998).
- 26 июля — Михаил Макаров (79) — Герой Советского Союза.
- 26 июля — Борис Стрельченко (78) — организатор военной науки, генерал-лейтенант в отставке.
- 27 июля — Всеволод Абдулов (59) — советский и российский актёр театра и кино.
- 27 июля — Анатолий Башашкин (78) — советский футболист, защитник, Заслуженный мастер спорта СССР (1955). Олимпийский чемпион.
- 28 июля — Герхард Вессель (88) — государственный и военный деятель Германии, в 1968—1978 — руководитель БНД, генерал-лейтенант в отставке.
- 28 июля — Иван Норкин (82) — Герой Советского Союза.
- 28 июля — Василий Сычёв (81) — Герой Советского Союза.
- 29 июля — Цезарь Малиновский (79) — полковник Советской Армии, участник Великой Отечественной войны, Герой Советского Союза.
- 31 июля — Борис Александров (46) — советский и казахстанский хоккеист и тренер. Мастер спорта международного класса.

## Август
- 1 августа — Габдулла Гарифуллин (77) — Герой Советского Союза.
- 1 августа — Юрий Коршунов (68) — известный русский энтомолог и лепидоптеролог.
- 4 августа — Адам Залесский (90) — белорусский советский историк, этнограф, педагог, общественный деятель.
- 5 августа — Игорь Шумилов (75) — советский инженер-конструктор, Герой Социалистического Труда.
- 7 августа — Николай Родичев (76) — советский писатель, журналист, редактор.
- 9 августа — Беверли Харпер — австралийская писательница.
- 10 августа — Дорис Уишман (90) — американская кинорежиссёр, кинопродюсер, сценаристка и киноактриса.
- 11 августа — Николай Дубынин (83) — Герой Советского Союза.
- 12 августа — Владимир Жаров (48) — инженер, депутат Ленсовета.
- 12 августа — Виктор Телеукэ (69) — молдавский поэт, писатель, переводчик, публицист.
- 14 августа — Элизабет Грассер (98) — австрийская фехтовальщица-рапиристка, призёрка чемпионатов мира.
- 14 августа — Дейв Уильямс (30) — американский певец, солист ню-метал группы Drowning Pool; сердечная недостаточность.
- 15 августа — Ефим Бродский (89) — советский и российский историк.
- 15 августа — Илья Рахлин (84) — художественный руководитель Петербургского государственного мюзик-холла, народный артист РСФСР.
- 15 августа — Илзе Рубене (44) — латвийская, ранее советская, шахматистка.
- 16 августа — Емельян Кондрат (91) — Герой Советского Союза.
- 16 августа — Орест Филиппов (78) — советский и российский художник и график.
- 17 августа — Валентин Плучек (92) — советский и российский актёр, режиссёр, сценарист, народный артист СССР (1974).
- 20 августа — Григорий Самойлович (87) — советский военачальник, генерал-лейтенант, Герой Советского Союза.
- 20 августа — Юрий Фиалков (71) — советский и украинский учёный-химик.
- 21 августа — Микаил Абдуллаев (80) — азербайджанский живописец и график.
- 21 августа — Владимир Головлёв (45) — российский политик, депутат Государственной Думы; убийство.
- 21 августа — Михаил Чулаки (61) — советский и российский писатель и публицист.
- 25 августа — Остроухов, Евгений Владимирович (26) — военнослужащий внутренних войск МВД России, старший лейтенант милиции. участник Первой чеченской войны и Второй чеченской войны, Герой Российской Федерации (1994); погиб в бою.
- 28 августа — Иван Дорощенко (80) — Полный кавалер ордена Славы.
- 29 августа — Кирилл Чупров (89) — Полный кавалер ордена Славы.
- 30 августа — Мария Байда (80) — Герой Советского Союза, санинструктор, старший сержант.
- 30 августа — Трофим Гулеватый (91) — Герой Советского Союза.
- 30 августа — Джей Ли Томпсон (88) — английский режиссёр, работавший в Англии и Голливуде («Золото Маккенны» и др. фильмы).
- 31 августа — Самсон Самсонов (81) — советский и российский кинорежиссёр и сценарист, народный артист СССР (1991).

## Сентябрь
- 2 сентября — Чолпонбек Базарбаев (53) — киргизский артист балета. Народный артист СССР.
- 2 сентября — Геннадий Довгяло (67) — белорусский историк-востоковед, кандидат исторических наук.
- 2 сентября — Феликс Светов (74) — советский российский правозащитник и писатель.
- 3 сентября — Лев Блюменфельд — российский советский физик.
- 3 сентября — Вальдемар Гамс (82) — советский капитан, Герой Социалистического Труда.
- 4 сентября — Владо Перлмутер (98) — французский пианист.
- 5 сентября — Артур Вольский (77) — советский и белорусский писатель.
- 5 сентября — Никифор Евтушенко (85) — майор Советской Армии, участник и Великой Отечественной войны, Герой Советского Союза.
- 6 сентября — Георгий Денисов (85) — Герой Советского Союза.
- 7 сентября — Узиэль Галь (78) — конструктор стрелкового оружия, создатель знаменитого пистолет-пулемёта Узи.
- 7 сентября — Никита Сморчков — Герой Советского Союза.
- 9 сентября — Ахмед Завгаев (56) — российский государственный деятель, Герой Российской Федерации.
- 9 сентября — Ато Мухамеджанов (62) — советский и таджикский актёр театра и кино.
- 10 сентября — Виктор Синев (67) — государственный деятель Молдавской ССР и Приднестровья.
- 10 сентября — Григорий Скрипка (100) — советский военачальник, полковник.
- 12 сентября — Матафия Шейнбергас (92) — литовский шахматист.
- 13 сентября — Александр Казанцев (96) — советский писатель-фантаст.
- 14 сентября — Лолита Торрес (72) — аргентинская актриса и певица, мать певца Диего Торреса.
- 14 сентября — Борис Фельдман — международный гроссмейстер, первый чемпион России и первый советский чемпион мира по международным шашкам в игре по переписке.
- 16 сентября — Виктор Ковалёв (82) — советский и украинский языковед.
- 16 сентября — Валерий Петрин (59) — советский и российский историк, археолог, доктор исторических наук, профессор.
- 17 сентября -- Романова, Надежда Дмитриевна (69) -- потомок рода Романовых, дочь князя императорской крови Дмитрия Александровича, правнучка императора Александра III, праправнучка императора Николая I.
- 19 сентября — Николай Бекасов (88) — Герой Советского Союза.
- 19 сентября — Татьяна Великанова (70) — диссидент, правозащитник.
- 20 сентября — Сергей Бодров (младший) (30) — российский актёр, режиссёр, сценарист; погиб вместе со съёмочной группой во время схода ледника Колка в Кармадонском ущелье, где проходили съёмки фильма «Связной».
- 20 сентября — Григорий Головинский (79) — российский музыковед.
- 20 сентября — Владимир Карташов (45) — российский художник и художник-постановщик кино; погиб вместе со съёмочной группой во время схода ледника Колка в Кармадонском ущелье, где проходили съёмки фильма «Связной».
- 22 сентября -- Романов, Александр Никитич (72) -- потомок рода Романовых, младший сын князя императорской крови Никиты Александровича, правнук императора Александра III, праправнук императора Николая I.
- 23 сентября — Эдуард Гуфельд (66) — шахматист, гроссмейстер.
- 24 сентября — Борис Рычков (65) — советский и российский композитор, джазовый пианист.
- 26 сентября — Зерах Вархафтиг (96) — израильский юрист, политик и раввин.
- 26 сентября — Виктор Грызалов (77) — полный кавалер ордена Славы.
- 26 сентября — Мария Сергеевна Титаренко (85) — прима бакинской оперной сцены.

## Октябрь
- 1 октября — Анатолий Герасимов (80) — директор Волжского машиностроительного завода, Герой Социалистического Труда.
- 3 октября — Фёдор Басов (93) — советский офицер, Герой Советского Союза.
- 4 октября — Михаил Евсеев (80) — советский и российский учёный-экономист, доктор экономических наук, профессор.
- 5 октября — Виктор Загайнов (49) — первый и единственный чемпион СССР 1991 г. по воздухоплаванию.
- 5 октября — Степан Молокуцко (23) — украинский футболист, нападающий.
- 6 октября — Василий Кузьмин (78) — капитан Советской Армии, участник Великой Отечественной войны, Герой Советского Союза.
- 7 октября — Фёдор Обухов (78) — Полный кавалер Ордена Славы.
- 7 октября — Валентин Толстов (76) — участник Великой Отечественной войны, Герой Советского Союза.
- 8 октября — Константин Готовчиц (69) — Герой Социалистического Труда.
- 8 октября — Цолак Степанян (91) — советский и российский философ.
- 9 октября — Байжигитов Балгабай (80) — советский государственный деятель, начальник Управления КГБ по Актюбинской области, генерал-майор.
- 9 октября — Сопубек Бегалиев (71) — государственный и общественный деятель Кыргызской Республики.
- 9 октября — Бруно Оя (69) — эстонско-польский киноактёр и певец.
- 9 октября — Иван Герасимов (80) — Герой Советского Союза.
- 9 октября — Александр Ляшко (86) — советский и украинский политический деятель.
- 9 октября — Пётр Шавурин (84) — полковник авиации, лётчик-истребитель, Герой Советского Союза, участник Великой Отечественной войны.
- 10 октября — Владимир Менис (62) — депутат Люберецкого районного совета, директор профессионального лицея № 10 им. Гагарина (бывшего СГПТУ); убит[9].
- 12 октября — Рэй Коннифф (85) — американский музыкант, создавший оркестр своего имени.
- 12 октября — Геннадий Краузе (80) — работник транспорта СССР и России.
- 13 октября — Анатолий Галактионов (79) — советский и российский философ.
- 13 октября — Александр Соловьёв (75) — марийский советский педагог.
- 15 октября — Борис Винтенко (75) — заслуженный художник Украины.
- 16 октября — Константин Карицкий (89) — полковник Советской Армии, партизан Великой Отечественной войны, Герой Советского Союза.
- 17 октября — Константин Хохлов (86) — Герой Советского Союза.
- 18 октября — Валентин Цветков (54) — губернатор Магаданской области с 1995; убийство.
- 19 октября — Николай Рукавишников (70) — советский космонавт; инфаркт.
- 20 октября — Дмитрий Егоров (32) — советский актёр; обстоятельства смерти до конца не выяснены.
- 21 октября — Владимир Гусак (63) — украинский медик, член-корреспондент Академии медицинских наук Украины, доктор медицинских наук.
- 23 октября — Марианна Хоппе (93) — немецкая актриса театра и кино.
- 23 октября — Анатолий Евдокименко (60) — украинский музыкант, руководитель ансамбля «Червона рута», Народный артист Украины, муж певицы Софии Ротару.
- 23 октября — Константин Васильев (35) — подполковник российской армии; убит террористами в Театральном центре на Дубровке в Москве.
- 24 октября — Вадим Клеваев (58) — советский и украинский искусствовед, художественный критик, поэт, переводчик.
- 24 октября — Евгений Полтавский (79) — участник Великой Отечественной войны. Герой Советского Союза.
- 24 октября — Эрнан Гавирия (32) — колумбийский футболист, участник чемпионата мира 1994; попадание молнии
- 25 октября — Фридрих Коминек (75) — австрийский футболист и футбольный тренер.
- 25 октября — Гунар Цирулис (79) — советский и латвийский писатель, антифашист, драматург и сценарист.
- 26 октября — Мовсар Бараев (23) — активный участник сепаратистского движения в Чечне, глава отряда террористов, захватившего заложников в здании Театрального центра на Дубровке в Москве; отравлен газом и убит.
- 26 октября — Кристина Курбатова (13) и Арсений Куриленко (13) — дети-актёры, игравшие главных героев мюзикла «Норд-Ост» в детстве; погибли при штурме захваченного террористами здания от отравления газом.
- 26 октября — Сергей Сенченко (27) — российский певец, музыкант, экс-солист группы «J-Power»; погиб при штурме «Норд-Оста» от отравления газом.
- 27 октября — Михей (Сергей Крутиков) (31) — российский певец, писавший и исполнявший песни в стилях рэгги и рэп, экс-солист группы «Bad Balance», лидер группы «Михей и Джуманджи».
- 28 октября — Анвар Абдуллин (85) — Герой Советского Союза.
- 28 октября — Окмир Агаханянц (75) — доктор географических наук.
- 28 октября — Василий Ефремов (88) — Герой Советского Союза.
- 30 октября — Василий Колесник (66) — Герой Советского Союза.
- 31 октября — Юрий Аронович (70) — советско-израильский дирижёр.
- 31 октября — Николай Родин (79) — Герой Советского Союза.

## Ноябрь
- 1 ноября — Исраэль Амир (99) — 1-й главнокомандующий ВВС Израиля.
- 2 ноября — Ло Лье (63) — гонконгский киноактёр, режиссёр, сценарист, продюсер, постановщик боевых сцен.
- 2 ноября — Иван Ковач (90) — деятель русского движения в Прикарпатской Руси, педагог и публицист.
- 2 ноября — Александр Щербаков (79) — Герой Советского Союза.
- 3 ноября — Лонни Донеган (71) — британский музыкант, один из популярнейших исполнителей 50-х — начала 60-х годов XX века.
- 3 ноября — Дмитрий Пенязьков (80) — Герой Советского Союза.
- 5 ноября — Пётр Виноградов (78) — Герой Советского Союза.
- 5 ноября — Борис Павлов (83) — Герой Советского Союза.
- 5 ноября — Анатолий Явна (82) — учёный в области автоматизации управления железнодорожным транспортом.
- 7 ноября — Семён Лунгул (75) — советский и молдавский композитор, педагог.
- 9 ноября — Георгий Заставный (60) — русский оперный певец, баритон.
- 9 ноября — Иосиф Серпер (91) — Герой Советского Союза.
- 10 ноября — Иван Богданов (78) — старший сержант Рабоче-крестьянской Красной Армии, участник Великой Отечественной войны, Герой Советского Союза.
- 10 ноября — Иван Сыпало (80) — Герой Советского Союза.
- 12 ноября — Евгений Девянин (71) — советский и российский учёный, механик.
- 13 ноября — Лев Яруцкий — краевед, внештатный корреспондент газеты «Приазовский рабочий», преподаватель Мариупольского индустриального техникума.
- 16 ноября — Иван Ушаков (81) — российский историк и педагог.
- 17 ноября — Юрий Максимов (78) — участник Великой Отечественной войн, Герой Советского Союза.
- 17 ноября — Абба Эвен (87) — израильский государственный и политический деятель, министр иностранных дел Израиля, министр образования Израиля, посол Израиля в ООН и в США.
- 18 ноября — Болот Бейшеналиев (65) — советский кинематографист, актёр театра и кино. Отец актёра Азиза Бейшеналиева.
- 18 ноября — Джеймс Коберн (74) — американский актёр.
- 19 ноября — Василий Мельников (25) — младший сержант, радист-парашютист поисково-спасательного взвода № 95 отдельной аэромобильной бригады, Герой Украины (2003, посмертно); погиб при исполнении служебных задач.
- 19 ноября — Лариса Членова (75) — украинская учёный-искусствовед, заслуженный работник культуры Украины, кандидат искусствоведения, член Национального союза художников Украины.
- 20 ноября — Кахи Асатиани (55) — советский грузинский футболист, полузащитник и тренер. Мастер спорта СССР.
- 21 ноября — Иван Зибров (85) — участник Великой Отечественной войн, Герой Советского Союза.
- 24 ноября — Григорий Галутва (85) — участник Великой Отечественной войн, Герой Советского Союза.
- 24 ноября — Михаил Девятаев (85) — гвардии старший лейтенант, лётчик-истребитель. Совершил побег из немецкого концлагеря на угнанном бомбардировщике.
- 25 ноября — Мета Янголенко-Ваннас (78) — советский государственный и партийный деятель.
- 27 ноября — Александр Западинский (88) — подполковник Советской Армии, участник Великой Отечественной войн, Герой Советского Союза.
- 27 ноября — Михаил Макаров (85) — участник Великой Отечественной войн, Герой Советского Союза.
- 28 ноября — Виктор Беликов (79) — участник Великой Отечественной войн, Герой Советского Союза.
- 29 ноября — Пётр Юрченко (89) — участник Великой Отечественной войн, Герой Советского Союза.

## Декабрь
- 2 декабря — Борис Иванов (82) — советский и российский актёр театра и кино.
- 2 декабря — Иван Иллич (76) — американо-мексиканский богослов.
- 2 декабря — Иван Лежнин (78) — советский и российский художник, участник Великой Отечественной войны, заслуженный художник РСФСР, почётный гражданин Ульяновской области.
- 2 декабря — Борис Тимофеев (87) — советский учёный.
- 3 декабря — Михаил Ерохин (77) — Ветеран Великой Отечественной войны.
- 3 декабря — Василий Петров (89) — полковник ВВС СССР.
- 4 декабря — Зигмас Жилайтис (58) — известный российский и литовский путешественник, яхтсмен.
- 5 декабря — Александр Комаровский (57) — архитектор, заслуженный архитектор УССР.
- 5 декабря — Аркадий Селютин (80) — Герой Советского Союза.
- 5 декабря — У Не Вин (91 или 92) — бирманский государственный и политический деятель, генерал, правитель Бирмы с 1962 по 1988.
- 6 декабря — Виталий Боборыкин (80) — Герой Советского Союза.
- 7 декабря — Игорь Копейкин (82) — Герой Советского Союза.
- 8 декабря — Юрий Богатиков (70) — советский певец (баритон). Народный артист СССР.
- 11 декабря — Иван Татьянин (79) — Полный кавалер Ордена Славы.
- 12 декабря — Николай Амосов (89) — советский (украинский) хирург-кардиолог, русский писатель, Герой Социалистического Труда (1973).
- 12 декабря — Джабир Новруз (69) — народный поэт, видный представитель азербайджанской литературы, заслуженный деятель искусств.
- 12 декабря — Амреш Дарменов (80) — полный кавалер ордена Славы.
- 13 декабря — Насер Кульсариев (44) — казахстанский поэт-бард, продюсер, композитор и исполнитель авторских песен.
- 13 декабря — Юргис Кунчинас (55) — литовский поэт, прозаик, эссеист, переводчик.
- 14 декабря — Салман Радуев (35) — террорист, один из наиболее известных чеченских полевых командиров и активный участник сепаратистского движения в республике времён первой чеченской войны, организатор ряда громких диверсий и террористических актов на территории России; умер в колонии «Белый лебедь».
- 14 декабря — Павел Трунов (80) — Герой Советского Союза.
- 16 декабря — Иван Смоляр (64) — белорусский государственный деятель, действительный член Международной Академии Экологии.
- 17 декабря — Алексей Погорелов (83) — советский, украинский математик.
- 17 декабря — Валентина Соловьёва (84) — почетный гражданин г. Тирасполь, Герой Социалистического Труда.
- 17 декабря — Левон Хачатрян (61) — художник-мультипликатор.
- 19 декабря — Анатолий Иванов (82) — Герой Советского Союза.
- 19 декабря — Грант Матевосян (67) — армянский советский писатель, автор повестей, рассказов и киносценариев.
- 19 декабря — Котэ (Константин) Махарадзе (76) — советский грузинский актёр, спортивный комментатор, Народный артист Грузии.
- 19 декабря — Александр Товстоногов (58) — советский и российский театральный режиссёр, актёр.
- 20 декабря — Сарра Житомирская (86) — советский и российский историк, архивист.
- 20 декабря — Владимир Заяц (53) — украинский писатель-фантаст, врач-педиатр.
- 20 декабря — Гроут Ребер (90) — астроном-любитель и один из основоположников радиоастрономии.
- 20 декабря — Гита Страхилевич (87) — молдавская советская пианистка.
- 22 декабря — Виктор Батуринский (88) — советский и российский шахматист.
- 22 декабря — Габриэль Витткоп (82) — французская писательница; болела раком лёгких, совершила самоубийство.
- 22 декабря — Павел Калюжный (86) — генерал-майор Советской Армии, участник Великой Отечественной войны, Герой Советского Союза.
- 22 декабря — Александр Мусохранов (81) — участник Великой Отечественной войны, Герой Советского Союза.
- 22 декабря — Джо Страммер (50) — британский рок-музыкант, фронтмен панк-группы The Clash.
- 22 декабря — Константин Эндека — советский инженер-конструктор.
- 25 декабря — Михаил Логвиненко (81) — украинский и советский литературовед, публицист, журналист.
- 26 декабря — Херб Ритц (50) — американский фотограф; пневмония, СПИД.
- 26 декабря — Леонид Вышеславский (88) — русский поэт, литературовед, переводчик.
- 27 декабря — Леонид Лихно (61) — советский и украинский тренер по волейболу.
- 28 декабря — Тигран Нагдалян (36) — армянский журналист, председатель совета общественной телерадиокомпании Армении.
- 28 декабря — Владимир Чуян (62) — советский стрелок, подполковник милиции.
- 29 декабря — Даниил Лидер (85) — советский украинский театральный художник.
- 30 декабря — Дмитрий Степанов (84) — участник Великой Отечественной войны, Герой Советского Союза.

## Дата неизвестна или требует уточнения
- Аркадий Кольцатый (96—97) — советский кинорежиссёр и оператор, лауреат трёх Сталинских премий (1946, 1951, 1952).
- Николай Чистяков — советский и российский ученый в области радиосвязи, доктор технических наук.